# Fernando Casartelli
Fernando Casartelli (Villa Ángela, Chaco, 13 de octubre de 1976) es un exfutbolista argentino, que jugaba en la posición de delantero. Es hermano del también exfutbolista Carlos Casartelli.

## Trayectoria
Hijo del músico Alfonso Casartelli, durante su niñez formó parte como bandoneonista del grupo de chamamé Hermanitos Casartelli -llegando a grabar un par de discos- y jugó al fútbol en Unión Progresista, antes de unirse a las divisiones inferiores del Deportivo Mandiyú.
En 1995, con la desaparición del Deportivo Mandiyú, se incorporó a Boca Juniors, pero no llegaría a debutar como profesional en ese club. Pasó luego a Gimnasia y Esgrima de Jujuy, donde si comenzaría a competir profesionalmente a partir de 1997. 
En 2002 estuvo durante un periodo de prueba en el FC Metz, pero finalmente la contratación no se produjo. Sin embargo al año siguiente pudo participar del fútbol francés, siendo fichado por el FC Gueugnon de la Ligue 2.
En 2004 arribó al Amiens SC, donde permanecería hasta fines de 2006, jugando poco a causa de las lesiones pero anotando 16 goles en total. 
Su última experiencia en la segunda división del fútbol profesional francés fue en el Stade Brest. Allí jugaría desde enero de 2007 hasta julio de 2008, fecha en la que anunció su retiro debido a una condición médica que le impedía seguir siendo un deportista de alto rendimiento.